# Karin Brieden
Karin Brieden (* 22. Oktober 1958 in Winterberg) ist eine deutsche Medienmanagerin und Juristin. Seit dem 1. Januar 2014 ist sie Verwaltungsdirektorin des Zweiten Deutschen Fernsehens.

## Karriere
Karin Brieden studierte Rechtswissenschaften und übte zunächst verschiedene Funktionen in der öffentlichen Verwaltung aus. 1989 wurde sie Referentin für Rechtspolitik in der Staatskanzlei Düsseldorf, 1990 Personaldezernentin, Ausbildungsleiterin und Gleichstellungsbeauftragte im Regierungsbezirk Düsseldorf.
1992 ging Brieden nach Rheinland-Pfalz und wurde Personalreferentin der dortigen Staatskanzlei. 1997 ging sie zum Deutschlandradio. Dort wurde sie stellvertretende Verwaltungsdirektorin und stieg 2002 zur Verwaltungsdirektorin auf. 2007 wurde sie nach internen Strukturänderungen Verwaltungs- und Betriebsdirektorin für die Bereiche Finanzen, Controlling, Personal, Honorare und Lizenzen, Anlagen- und Informationstechnik, Programmverbreitung sowie Bau und Infrastruktur.
Am 20. September 2013 teilte das ZDF mit, dass Karin Brieden ab 2014 als Nachfolgerin von Hans Joachim Suchan das Amt der Verwaltungsdirektorin antreten wird, das mit der Funktion des stellvertretenden Intendanten verbunden ist. Wie ihr Vorgänger ist sie SPD-Mitglied. Sie ist die erste Frau, die die Verwaltungsdirektion des ZDF leitet. Am 30. Juni 2017 verlängerte der ZDF-Verwaltungsrat auf Vorschlag von Intendant Thomas Bellut Briedens Vertrag bis 31. Dezember 2023. Zuletzt wurde ihr Vertrag bis zum 30. Juni 2026 verlängert.
Karin Brieden ist zudem stellvertretende Vorsitzende des Verwaltungsrates vom ARD ZDF Deutschlandradio Beitragsservice sowie Mitglied des Verwaltungsrates  bei Deutschlandradio.